# Hlodvir Thorfinnsson
Hlodvir Thorfinnsson (945 - 988) fue un caudillo vikingo de las Orcadas, hijo del jarl Thorfinn Hausakljúfr y Grelod, fue jarl del archipiélago entre 980 y 987. Hlodvir murió en su lecho y Sigurd el Fuerte le sucedió como jarl de las Orcadas. Fue enterrado en Hofn, Caithness, Escocia.

## Herencia
Casó en 959 con Audna, hija de Kjarvalr Írakonungr (según las sagas nórdicas, un rey de Irlanda) -Cerball mac Dúnlainge, rey de Osraige con quien tuvo cuatro hijos:
- Sigurd el Fuerte
- Hvarflad Hlodversdatter (n. 966), que casó con Jarl Gilli de las Hébridas.
- Gerleota Hlodversdatter (n. 968).
- Una hija de nombre desconocido que casó con Håvard, Steward de Caithness (m. 989).